# 법물초등학교
법물초등학교는 대한민국 경상남도 산청군 신등면 황매산로 29 (가술리)에 있었던 초등학교이다.

## 연혁
- 1935년 4월 25일 신등공립보통학교 부설 평지간이학교 개교(설립인가 3월 31일)
- 1945년 3월 31일 단계공립국민학교 평지분교장 인가
- 1949년 8월 31일 법물국민학교로 승격
- 1981년 4월 1일 병설유치원 개원(설립인가 3월 28일)
- 1996년 3월 1일 법물초등학교로 개칭
- 1999년 2월 22일 제49회 졸업(총 3218명)
- 1999년 9월 1일 단계초등학교로 통폐합